# Khaba
Khaba var farao av Egyptens tredje dynasti. Hans regeringstid inföll omkring 2600 f.Kr. Khaba lät påbörja en trappstegspyramid i Zawyet el-Aryan. Mycket är oklart kring denna kungs identitet och det har föreslagits att han var identisk med farao Huni.